# Alfred Brüggen
Alfred Fritz Hubert „Alla“ Brüggen (* 18. März 1929 in Hamburg; † 21. Juli 2020 ebenda) war ein deutscher Fußballspieler. Der überwiegend als Außenläufer und Verteidiger im damals gebräuchlichen WM-System zum Einsatz gekommene Spieler hat von 1951 bis 1963 für die Vereine SC Victoria Hamburg und FC St. Pauli insgesamt 282 Einsätze mit 36 Toren in der damals erstklassigen Fußball-Oberliga Nord absolviert.

## Karriere
In der Spielzeit 1950/51 wurde SC Victoria mit 45:15 Punkten Meister in der Amateurliga Hamburg und qualifizierte sich damit für die Aufstiegsspiele zur Oberliga Nord. Der damals noch im Angriff spielende Brüggen hatte mit 28 Treffern sich die Torjägerkrone in Hamburg erobert. Gemeinsam mit Vizemeister Lüneburger SK spielte sich „Vicky“ mit 8:2 Punkten über die Konkurrenten VfL Wolfsburg, Blumenthaler SV, VfB Lübeck und Kickers Emden für die Saison 1951/52 in die Erstklassigkeit der Oberliga Nord. „Alla“ Brüggen debütierte am Rundenstarttag, den 21. August 1951, bei einem 2:2-Heimremis gegen TuS Bremerhaven 93 an der Seite des von Altona 93 gekommenen Heinz Mühle in der Oberliga Nord. Am Rundenende hatte Brüggen in 29 Ligaeinsätzen sieben Tore für die Blau-Gelben aus dem Stadtteil Hoheluft erzielt; der SC Victoria stieg aber als Vorletzter direkt wieder in das Amateurlager ab. Daran änderten auch nichts die drei Punkte in der Runde gegen St. Pauli, das 1:1 am 2. März 1952 gegen Meister Hamburger SV und der 2:1-Erfolg am 29. Spieltag gegen Werder Bremen. Nach einem Rechenschieber-Finish, die drei Vereine Eintracht Osnabrück, Eintracht Braunschweig und Victoria wiesen jeweils 23:37 Punkte auf und Concordia ging mit 24:36 Punkten durch das rettende Ziel. Nach dem Abstieg wechselte der gelernte Installateur gemeinsam mit Mannschaftskamerad Herbert Kühl zu St. Pauli.
Auf dem Heiligengeistfeld war bereits 1951 der spätere Rekordspieler der Oberliga Nord, Otmar Sommerfeld, gelandet und mit Brüggen und Kühl kam auch noch Reinhold Ertel an das Nordufer der Elbe, wo die neuen Spieler gemeinsam versuchten einen Umbruch ohne sportlichen Einbruch zu bewältigen, weil etliche Spieler der Nachkriegs-„Wundermannschaft“ (u. a. Hans Appel, Karl Miller und Heinz Hempel) bereits stramm auf die 40 zugingen. Zwischen 1952 und 1963 absolvierte Brüggen 252 Oberligabegegnungen und erzielte 29 Tore für die Braun-Weißen. Zu einer Nordmeisterschaft reichte es für ihn in diesen Jahren zwar nicht, den Titel gewann mit einer Ausnahme immer der Lokalrivale HSV. Aber 1954 beendete St. Pauli die Saison als Zweiter hinter Hannover 96 als stolzer Vizemeister, als Harald Stender, Sommerfeld und Brüggen die spieltragende Läuferreihe bildeten und Angreifer Werner Heitkamp 21 Tore erzielte. Brüggen und seine Mannschaftskameraden wurden aber durch die Teilnahmebegrenzung der Endrunde um die deutsche Meisterschaft wegen der nachfolgenden Fußballweltmeisterschaft in der Schweiz um die Teilnahme an der Meisterschaftsendrunde gebracht, weil sich in dem Jahr ausnahmsweise nur die Oberliga-Ersten dafür qualifizierten.
Brüggen stand in dieser Saison am 28. Februar in der Norddeutschen (NFV-)Auswahl, welche in Hamburg gegen Südwestdeutschland mit 2:4 verlor. Er lief dabei an der Seite der späteren Weltmeister Fritz Laband und Jupp Posipal auf. Ein Armbruch verhinderte für das „Muster an Beständigkeit“ den möglichen Sprung in die Nationalmannschaft.
Als mit Ingo Porges, Horst Haecks, Rolf Bergeest und Peter Osterhoff sich neue Leistungsträger in der St. Pauli-Elf entwickelt hatten, ging es mit dem Team vom Heiliggeistfeld wieder in der Tabelle nach vorne: Dreimal in Folge wurden von Brüggen und Kollegen in den Jahren 1960 bis 1962 der 4. Rang in der Oberliga Nord belegt. Im Jahr der Fußballweltmeisterschaft 1962 in Chile zog sich „Alla“ Brüggen mit 33 Jahren langsam aus der Stammbesetzung mit 15 Einsätzen und sechs Toren zurück und beendete im letzten Jahr der alten Oberliga Nord, 1962/63, mit dem 1:1-Remisspiel am 18. November 1962 gegen Concordia, endgültig seine zwölfjährige Spielerlaufbahn in der norddeutschen Vertragsspielerliga.